# エマオの晩餐 (ティツィアーノ)
『エマオの晩餐』（エマオのばんさん、伊: Cena in Emmaus、英: Supper at Emmaus）は、イタリア・ルネサンスのヴェネツィア派の巨匠ティツィアーノ・ヴェチェッリオが1531年ごろにキャンバス上に油彩で制作した絵画である。現在、ヤーバラ伯爵家からの寄託作品としてリヴァプールのウォーカー・アート・ギャラリーに所蔵されている。また、ダブリンのアイルランド国立美術館にも同主題の異なる構図の作品が所蔵されているが、ティツィアーノと工房による作品である。なお、研究者のゲオルク・グロナウ (Georg Gronau) は、ウォーカー・アート・ギャラリーの作品はパリのルーヴル美術館の『エマオの巡礼者』の複製であると見なした。

## 主題
『新約聖書』中の「ルカによる福音書」(24章13節-32節）によれば、イエス・キリストの磔刑から3日後、クレオパともう1人のイエスの弟子 (名前は特定されていないが、「エマオの晩餐」は「ルカによる福音書」のみに記述されるエピソードであるため、伝統的にルカとされる) はエルサレムから10キロ離れたエマオに向かっていた。すると、そこに復活したキリストが現れて、2人に何が起こったのかと質問した。それがキリストだとわからず、巡礼者 (ウォーカー・アート・ギャラリーの作品のキリストは、サンティアゴ・デ・コンポステラへの巡礼者の象徴であるホタテ貝の貝殻を衣服の上に身に着けている) だと思った2人は、キリストが天国に入るために受難に遭ったと答える。その晩、2人はエマオに着くと、もう遅いからとキリストを引き留め、いっしょに宿屋に泊まることにした。そして、「いっしょに食事の席に着いたとき、イエスはパンを取り、賛美の祈りを唱え、パンを裂いてお渡しになった。すると2人の目が開け、イエスだとわかったが、その姿は見えなくなった」(24章30節-31節）という。ティツィアーノの『エマオの晩餐』には、パンを裂き、2人と分かつ人物がイエスだと知った瞬間に衝撃を受けている彼らの姿が表されている。

## 作品

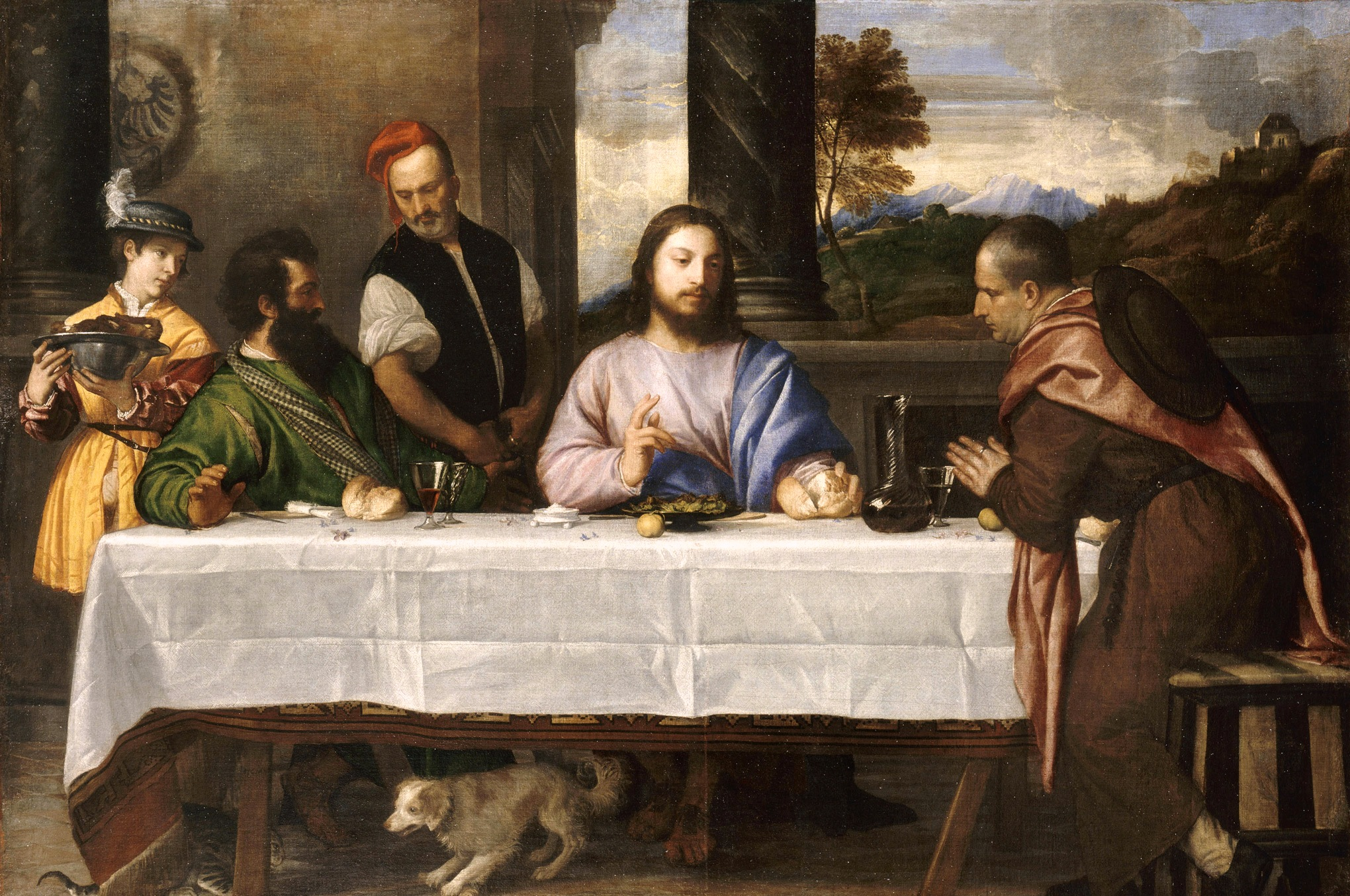
ティツィアーノ『エマオの巡礼者』 (1533-1534年)、ルーヴル美術館、パリ

ヴェネツィアにおいて、この主題は、素晴らしいテーブルの設えのある豪華な宴会を描く口実であった。しかし、ウォーカー・アート・ギャラリーの作品には、簡素なワイングラス、ロールパン、チキン (左端の召使の少年に運ばれている) に加え、この主題で一般的ではないソラマメの鞘と、小さく繊細な明るい青色のルリジサの花がテーブル上に散っている。ソラマメは農民の食べ物と見なされ、よく旅行中の巡礼者に提供された。しかし、このソラマメとルリジサの奇妙な組み合わせは、すべての魂の日とされる11月2日の死者の晩餐に飴をかけたソラマメを食すヴェネツィアの慣習を反映しているのかもしれない。ソラマメは死者の魂を持つと考えられ、ワインをさわやかな味わいにするために用いられたルリジサは悲しみを追い払い、喜びをもたらすと信じられていたのである。パンとワインは、キリスト教の主要な儀式である聖餐に関連している。
犬は、ほかのより早い時期に描かれた同主題のヴェネツィア派絵画にも登場する。おそらく「マタイによる福音書」 (15章21-28) に記述されるキリストがカナンの女にかけた言葉を表すものである。カナンの女は彼女の娘に憑依した悪魔をキリストに祓ってもらうよう頼んだが、キリストは「子供たちのパンを取って小犬にやってはいけない」と最初断った。しかし、彼女は。「主よ、ごもっともです。しかし、小犬も主人の食卓から落ちるパン屑はいただくのです」と答え、キリストを説き伏せた。猫はおそらくティツィアーノの工房の助手によるもので、エンターテインメント的な要素として描きこまれたのかもしれない。ティツィアーノの宗教的作品は厳粛で献身的なものであり、これは異例のことである。
犬の後脚に近い、キリストの足の側には、床のタイルに彫られたかのような「TITIANUS. F」 (ラテン語で「ティツィアーノが制作した」の意) という署名がある。この署名の形式は作品の制作年の鍵となるもので、1533年までティツィアーノは「T」の代わりにファーストネーム「ヴェチェッリオ (Vecellio)」の「C」を用いて署名していたようなのである。

## 来歴
ウォーカー・アート・ギャラリーの作品は、16-18世紀の間ヴェネツィアのドゥカーレ宮殿に掛けられていた。現在、イギリスのヤーバラ伯爵家の所有であり、長期寄託品としてウォーカー・アート・ギャラリーに収蔵されている。
アイルランド国立美術館の作品は1836年までヴェネツィアのアッバーテ・チェロッティ (Abbate Celotti) に所有されていたが、同年、ロシアのニコライ・デミドフ伯爵に売却され、彼のヴィッラ・サン・ドナート (フィレンツェの北) に収蔵された。1870年のパリでの伯爵の所蔵品売り立てで、作品はアイルランド国立美術館に購入された。 